# Peng Cheng
Peng Cheng (chinesisch 彭程, Pinyin Péng Chéng; * 23. April 1997 in Harbin) ist eine chinesische Eiskunstläuferin, die im Paarlauf startet. Sie nahm 2014, 2018 und 2022 an den Olympischen Winterspielen teil. In Wettbewerben trat sie bis zur Weltmeisterschaft 2016 mit Zhang Hao an. Mit ihm gewann sie den Cup of China 2014 und eine Silbermedaille bei den Vier-Kontinente-Meisterschaften 2015. Ab der Saison 2016/17 war Jin Yang ihr Partner im Eiskunstlauf. Mit ihm gewann sie Medaillen bei den Vier-Kontinente-Meisterschaften und im Grand-Prix-Finale. Seit der Saison 2023/24 tritt sie mit Wang Lei an.

## Ergebnisse
Mit Zhang Hao als Partner:
| Meisterschaft / Jahr            | 2013    | 2014    | 2015    | 2016    |
| ------------------------------- | ------- | ------- | ------- | ------- |
| Olympische Spiele               |         | 8.      |         |         |
| Weltmeisterschaften             | 11.     | 5.      | 4.      | 12.     |
| Vier-Kontinente-Meisterschaften | 5.      |         | 2.      |         |
| Chinesische Meisterschaften     |         | 1.      |         |         |
| Grand-Prix-Wettbewerb / Saison  | 2012/13 | 2013/14 | 2014/15 | 2015/16 |
| Grand-Prix-Finale               |         | 6.      | 4.      | 4.      |
| Cup of China                    | 5.      | 3.      | 1.      |         |
| Internationaux de France        | 4.      |         |         | 4.      |
| NHK Trophy                      |         | 2.      |         |         |
| Skate America                   |         |         | 3.      |         |
| Cup of Russia                   |         |         |         | 3.      |

Mit Jin Yang als Partner:
| Meisterschaft / Jahr            | 2017    | 2018    | 2019    | 2020    | 2021    | 2022    |
| ------------------------------- | ------- | ------- | ------- | ------- | ------- | ------- |
| Olympische Spiele               |         | 17.     |         |         |         | 5.      |
| Weltmeisterschaften             |         | 9.      | 4.      |         | 5.      |         |
| Vier-Kontinente-Meisterschaften | 5.      |         | 3.      | 2.      |         |         |
| Chinesische Meisterschaften     | 1.      | 2.      | 1.      | 1.      |         |         |
| Grand-Prix-Wettbewerb / Saison  | 2016/17 | 2017/18 | 2018/19 | 2019/20 | 2020/21 | 2021/22 |
| Grand-Prix-Finale               | 6.      |         | 2.      | 2.      |         |         |
| Cup of China                    | 2.      |         |         | 2.      | 1.      |         |
| Gran Premio d’Italia            |         |         |         |         |         | 2.      |
| Internationaux de France        |         | 5.      |         |         |         |         |
| NHK Trophy                      | 2.      |         | 2.      |         |         |         |
| Skate America                   |         |         |         | 1.      |         |         |
| Skate Canada                    |         | 5.      | 2.      |         |         |         |

Mit Wang Lei als Partner:
| Grand-Prix-Wettbewerb / Saison | 2023/24 |
| ------------------------------ | ------- |
| Cup of China                   | 3.      |